# تونی اسکات
آنتونی دی. ال. «تونی» اسکات (به انگلیسی: Anthony D. L. "Tony" Scott) ‏(۲۱ ژوئن ۱۹۴۴ در انگلیس – ۱۹ اوت ۲۰۱۲ در لس آنجلس)، کارگردان فیلم‌های اکشن سینمایی و تلویزیونی بود. او برادر کوچکتر کارگردان سینما، ریدلی اسکات می‌باشد.
تونی اسکات کار سینمایی خود را در ۱۶ سالگی با بازی در اولین فیلم برادر ۲۳ ساله‌اش ریدلی اسکات آغاز کرد. در سال ۱۹۸۶ فیلم «تاپ گان» (سلاح برتر) او با بازی تام کروز جوان پرفروش‌ترین فیلم سال شد و ۱۷۶ میلیون دلار در گیشه سینماها فروخت. فیلم‌های پلیس بورلی هیلز ۲، انتقام، گرفتن پلهام ۱۲۳، مردی در آتش، هوادار، روزهای تندر، دشمن کشور و توقف‌ناپذیر از دیگر آثار تونی اسکات بودند. وی از فیلمسازان پرکار و موفق سینمای تجاری و بدنه هالیوود بود. گرچه جایگاه هنری برادرش را کسب نکرد، ولی از کارگردانان پرکار بخش تجاری قلمداد میشد.

## مرگ
در ۱۹ اوت ۲۰۱۲ تونی اسکات از بالای پل وینسنت توماس واقع در شهر سن‌پدرو در ناحیهٔ بندری لس‌آنجلس به درون رودخانه پرید و خودکشی کرد. به گفته پزشکی قانونی شاهدان عینی او را ساعت ۱۲:۳۰ ظهر دیده‌اند که اتومبیل خود را روی پل متوقف کرده و به داخل آب پریده‌است. سه ساعت بعد جسد وی پیدا شده و پلیس هم اعلام کرده که یک یادداشت خودکشی در اتومبیلش یافته‌است.

## فیلم‌شناسی

### فیلمهای سینمایی
- یکی از گمشده‌ها (۱۹۶۸)
- خاطرهٔ دوستداشتنی (۱۹۷۱)
- گرسنگی (۱۹۸۳)
- تاپ گان (۱۹۸۶)
- پلیس بورلی هیلز ۲ (۱۹۸۷)
- انتقام (۱۹۹۰)
- روزهای تندر (۱۹۹۰)
- آخرین پیشاهنگ (۱۹۹۱)
- عاشقانهٔ واقعی (۱۹۹۳)
- جزر و مد سرخ (۱۹۹۵)
- هوادار (۱۹۹۶)
- دشمن کشور (۱۹۹۸)
- جاسوس‌بازی (۲۰۰۱)
- شیطان را بران (۲۰۰۲)
- مردی در آتش (۲۰۰۴)
- عامل نارنجی (۲۰۰۴)
- دومینو (۲۰۰۵)
- دژا وو (۲۰۰۶)
- گرفتن پلهام ۱۲۳ (۲۰۰۹)
- توقف‌ناپذیر (۲۰۱۰)
- استوکر(۲۰۱۳) -تهیه‌کننده

### فیلمهای تلویزیونی
- The Hunger (1 episode in 1997 and 1 in ۱۹۹۹)
- Numb3rs Executive Producer (۲۰۰۹ تا ۲۰۱۰)
- همسر خوب Executive Producer
- Gettysburg Executive Producer (۲۰۱۱)

### فیلمهای کوتاه
- Loving Memory (۱۹۶۹)
- One of the Missing (۱۹۷۱)
- The Hire: Beat the Devil (۲۰۰۲)
- عامل نارنجی (۲۰۰۴)

### موزیک ویدیو
- "Danger Zone" – Kenny Loggins (۱۹۸۶)
- "One More Try" – جورج مایکل (۱۹۸۸)

### Commercials
- DIM Underwear (۱۹۷۹)
- Player, Achievements and Big Bang for بارکلیز (۲۰۰۰)
- تلکام ایتالیا (۲۰۰۰) (Starring مارلون براندو and وودی آلن)
- Ice Soldier for نیروی زمینی ایالات متحده آمریکا (۲۰۰۲)
- One Man, One Land for Marlboro (۲۰۰۳)